# La strada finisce sul fiume
La strada finisce sul fiume è un film del 1950 diretto da Luigi Capuano.
Il film è conosciuto anche con il titolo Gorghi nel fiume.

## Trama
Barbara, una giornalista americana, si reca in Italia per intervistare Rol, un bandito descritto da tutti come un moderno Robin Hood e dal quale è affascinata a tal punto da innamorarsene; scoprirà poi a sue spese però che l'uomo non corrisponde affatto all'immagine che di lui si era fatta.

## Produzione
Il film è una fusione tra due filoni: il melodramma sentimentale strappalacrime (allora molto in voga tra il pubblico italiano, poi ribattezzato dalla critica con il termine neorealismo d'appendice) ed il poliziesco.

## Distribuzione
Il film venne distribuito nel circuito cinematografico italiano il 30 agosto del 1950.
Fu in seguito distribuito, grazie alla presenza di Constance Dowling, anche negli Stati Uniti, a partire dal 15 dicembre del 1951 con il titolo Stormbound.
Venne distribuito anche in Gran Bretagna, il 5 novembre del 1952.

## Accoglienza
Il film incassò 64.000.000 di lire dell'epoca.